# 타임스데일리
타임스데일리(TimesDaily)는 미국 앨라배마주 플로렌스에서 발행되는 일간 신문이다. 앨라배마주의 네 카운티(로더데일군, 콜버트군, 프랭클린군, 로렌스군)와 테네시주 남부 지역과 미시시피주 북동부 지역 일부의 소식을 다룬다.